# Wassyl Stefanyk

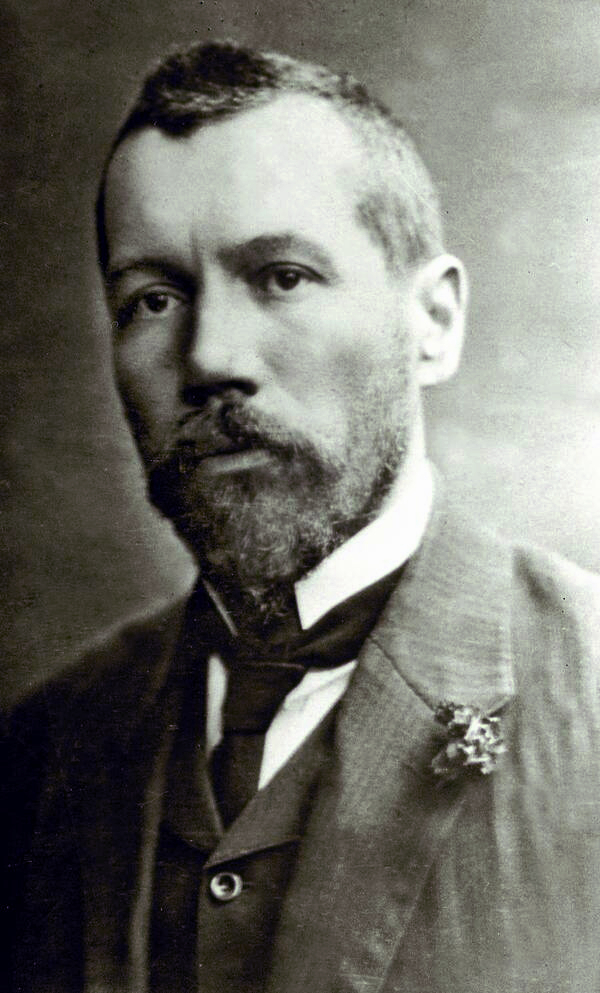
Wassyl Stefanyk

Wassyl Semenowytsch Stefanyk (ukrainisch Василь Семенович Стефаник; * 14. Mai 1871 in Russiw, Galizien, Österreich-Ungarn; † 7. Dezember 1936) war ein ukrainischer Schriftsteller, Meister der expressionistischen Kurzgeschichte, Person des öffentlichen Lebens, Politiker. Botschafter (Abgeordneter) des österreichischen Parlaments aus dem Königreich Galizien und Wolhynien.

## Biografie
Stefanyk wurde in dem Dorf Rusov, dem heutigen Russiw im Rajon Snjatyn der ukrainischen Oblast Iwano-Frankiwsk, als Sohn eines wohlhabenden Bauern geboren. Im Jahre 1883 besuchte Stefanyk ein polnisches Gymnasium in Kolomyja, wo er seit der vierten Klasse bei der Arbeit im Kreise der Gymnasiumjugend teilgenommen hat. Dessen Mitglieder führten eine öffentlich-kulturelle Arbeit unter den Bauern durch, insbesondere wurden Leseveranstaltungen organisiert. Dort lernte er auch Less Martowytsch kennen.
Als Gymnasiast widmete sich Stefanyk der Literatur, von seinen ersten Werken wurde nur ein Gedicht veröffentlicht. In Zusammenarbeit mit Martowytsch entstanden zwei Erzählungen "Nečital'nik" 1888 und "Lumera" 1889.
1890 im Zusammenhang mit der Strafverfolgung wegen der illegalen öffentlich-kulturellen Arbeit wurde Stefanyk gezwungen das polnische Gymnasium zu verlassen und setzte seine Bildung an einem Gymnasium in der Region Drohobytsch fort. Dort nahm er am öffentlichen Leben teil, wurde ein Mitglied der geheimen Gruppe von jungen Menschen, lernte persönlich Iwan Franko kennen, mit dem er später freundschaftliche Beziehung pflegte.
Die Hochschulbildung erwarb er an den medizinischen und philosophischen Fakultäten an der Universität Wien und Krakau, wo er den polnischen Impressionisten nahe kam. Im Jahre 1895 wurde Stefanyk wegen Mitgliedschaft in einer ukrainisch-russischen radikalen Partei verhaftet und verbrachte zwei Wochen in einem Gefängnis.
Jedoch sah er seine Bestimmung darin, Schriftsteller zu werden und so klappte es mit dem Studium nicht. Statt Medizin zu studieren, vertiefte er sich in das gesellschaftliche und das literarische Leben der Stadt Krakau und schloss sich der Vereinigung von ukrainischen Studenten, der „Akademische Gemeinschaft“ (Akademičeskaja Obšina) an. Die Mehrheit der Studenten, die der Gemeinschaft angehörten, fühlten sich von der radikalen Partei angezogen. In der Studentenzeit las er besonders viel, verfolgte die Neuerscheinungen in der Literatur und näherte sich den polnischen Schriftstellern an.
Der junge Stefanyk beteiligte sich aktiv am öffentlichen Leben seiner Heimatstadt, erweiterte die kreativen Kontakte mit den ukrainischen Zeitschriften und Druckmedien und baute seine Tätigkeiten als Publizist und Journalist aus. Nachdem er 1890 seinen ersten Artikel „Die Mägen unserer Arbeiterklasse und Lesesäle“ veröffentlicht hatte, schrieb er zwischen 1893 und 1899 in den Organen der radikalen Partei Narod, Chleborob, Graždanskij Golos, und Literaturno-Naučnij Westnik einige Artikel:
- Weče holopov mazurskich v Krakove
- Mazurskoe weče v Ržešove
- Mužiki i predstawlenie
- Pol'skie socialisti kak restawratori Pol'ši od motza do morza
- Kniga za mužickij pišču
- Molodie popi
- Dlja detej
- Poeti i intelligencija

Die Jahre 1896/97 waren besonders durch Versuche geprägt, sich von der, seiner Meinung nach, veralteten deskriptiven und narrativen Weise seiner Vorgänger zu befreien. In seiner ersten Schaffensphase vereinigte er Moderne und abstrakte Poetik. In denselben Jahren verfasste Stefanyk eine Reihe von Prosagedichten und versuchte sie in Buchform zu veröffentlichen, mit dem Titel "S Oseni". Doch beim Publikum fand das Buch kein großes Interesse und der Verfasser vernichtete seine Schriften. Einige Prosagedichte, die bei seinen Freunden geblieben sind, wurden erst nach seinem Tode veröffentlicht, unter anderem: Ambicii, Volšebnik, Ol'ge posvjaščaju, V vozduchach plavajut lesa, Gorodčik bogu ridal, Noč'ju.
Die ersten realen Novellen von Stefanyk wurden 1897 in der Zeitung "Trud" abgedruckt – "Vivodili iz Sela", "Pis'mo", "Nabožnaja" und andere. Sie zogen die Aufmerksamkeit der literarischen Gemeinde auf seine neue künstlerischer Genialität mit tiefer Interpretation der Probleme aus dem Leben des einfachen Volkes auf sich. Allerdings haben nicht alle gleich den neuen Stil und die neue Art und Weise von Stefanyk verstanden und akzeptiert. Als der Autor neue Novellen in der Zeitschrift "Literaturno-Naučnij Vestnik" veröffentlichen wollte, erhielt er ein Schreiben, dass die Inhalte seiner Kunst im Wesentlichen auf die Nichtanerkennung der Sitten von Stefanyk führten.
Am 11. März 1898 schrieb Stefanyk an den Verlag eine Antwort. Es war eine Art "literarisches Credo" von Stefanyk, seine wirklich innovativen, ideologischen und ästhetischen Programme.
Die erste Sammlung von Novellen "Sinjaja Knižečka", die im Jahr 1899 erschienen ist, brachte Stefanyk die allgemeine Anerkennung. Die führenden literarischen Persönlichkeiten brachten ihre Freude zum Ausdruck, unter anderem von Iwan Franko, Lessja Ukrajinka, Mychajlo Kozjubynskyj und Olha Kobyljanska. Die Novellensammlung wurde zu einem wichtigen Meilenstein in der Entwicklung der ukrainischen Prosa. Der Autor machte auf sich aufmerksam, bevor er die Tragödie der Bauern zeigte.
1900 kam der zweite Sammelband von Stefanyk – "Kamennyj krest" (Das Steinkreuz), der auch als großes literarisches Ereignis anerkannt wurde. Sein Hauptleitfaden, der durch den ganzen Band geht, ist ein Thema, das Stefanyk sein ganzes künstlerisches Leben lang beunruhigt hat – die einsame Senilität, die Tragödie von überflüssigen Essern in armen Bauernfamilien. Diesem Thema sind Werke aus dem „Blauen Buch“ gewidmet („Sama-odinechon´ka“, „Angel“, „Osen´“, „Škola“), Novellen aus Sammelbändern „Kamennyj krest“ („Svjatoj večer“, „Deti“), „Doroga“ („Snop“, „Vestniki“, „Ozimye“). Es interessiert ihn auch im zweiten Teil seines literarischen Schaffens, aber unter anderen Aspekt („Synov´ja“, „Ded Griša“, „Rosa“, „Granica“).
Im Jahr 1901 kam der dritte Band von Stefanyk – „Doroga“, der einen neuen Schritt seiner künstlerischen Prinzipien symbolisierte. Es ist eine Art poetische Biographie von Stefanyk („Doroga“) und in einem Jahr davor geschriebenen lyrischen Beichte „Confiteor“ (in der überarbeiteten Variante – „Moe slovo“) beinhaltet. Im dritten Band herrschen sujetlose, lyrisch-emotionale Werke vor („Davnost´“, „Vestniki“, „Mai“, „Son“, „Ozimye“, „Vor“, „Palij“,
„Klenovye list´ja“, „Pochorony“).
Die Themen von Mutter und Kind, Opfer von Müttern, elterliche Liebe erscheinen bei Stefanyk in Zusammenhang mit anderen Themen auch im Band „Sinjaja knižečka“ („Mamen´kin synok“, „Katjuša“, „Novost´“) und im Band „Kamennyj krest“. Im „Literarisch-Wissenschaftlichen Bote“ von 1900 entdeckte der Leser auch die Novelle „Klenovye list´ja“, die zu einer Perle des Bandes „Doroga“ geworden ist.

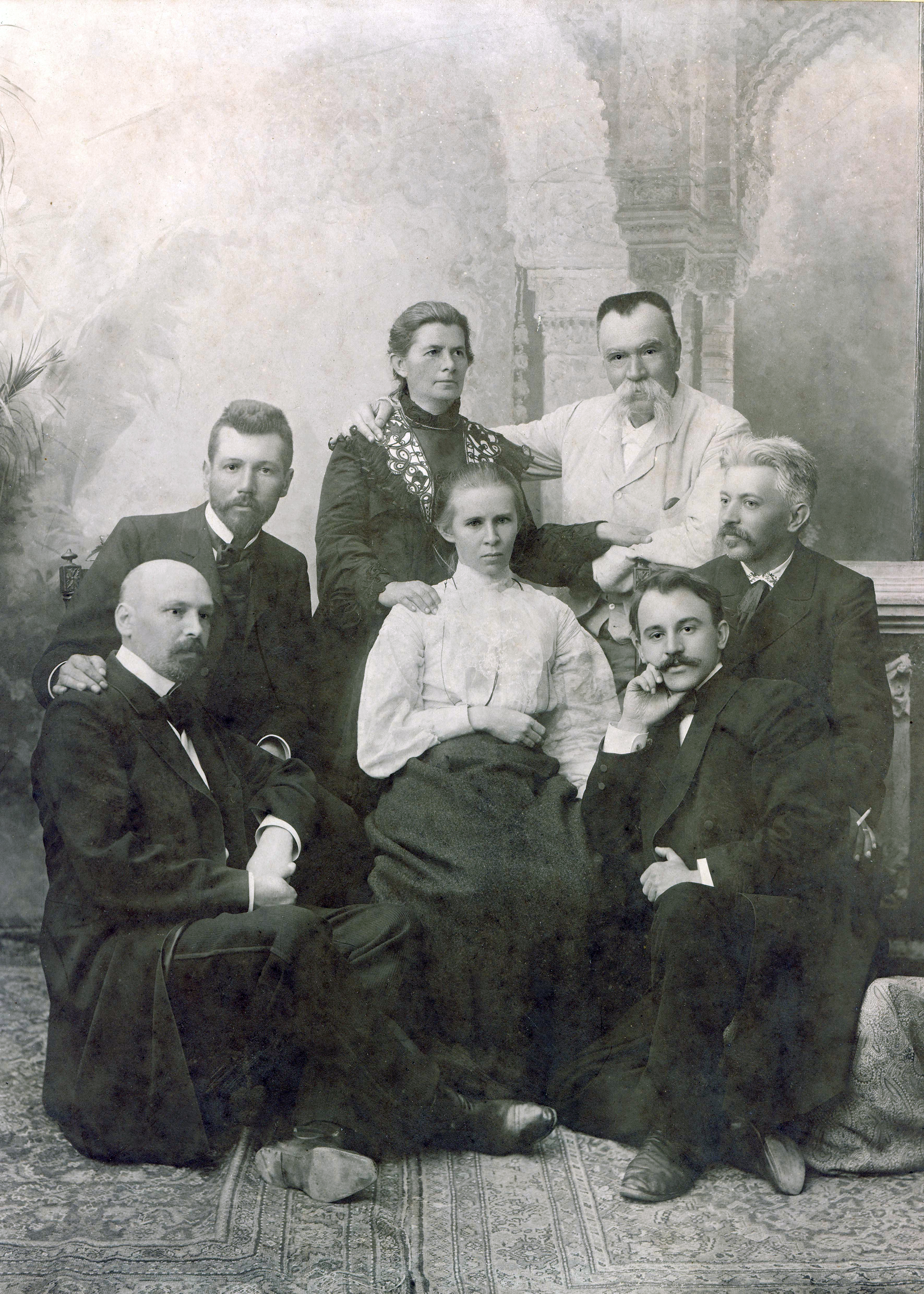
Gruppenbild bei Eröffnung eines Denkmals für Iwan Kotljarewskyj in Poltawa 1903. Von links nach rechts: Mychajlo Kozjubynskyj, Wassyl Stefanyk, Olena Ptschilka, Lessja Ukrajinka, Mychajlo Staryzkyj, Hnat Chotkewytsch, Wolodymyr Samijlenko

Im Jahr 1905 kam der vierte Band von Stefanyk – „Moe slovo“ (Mein Wort). Dann wurde die Novelle „Sud“ („Gericht“) veröffentlicht, die die erste Phase Stefanyks „Schaffung“ schließt.
Die literarischen Werke des Autors wurden in die Deutsche, Russische und Italienische Sprache übersetzt. 1903 lernte er bei der Eröffnung eines Denkmals für Iwan Kotljarewskyj in Poltawa einige ukrainische Schriftsteller der russischen Ukraine kennen, dazu zählten Mychajlo Kozjubynskyj und Lessja Ukrajinka.
1904 heiratete er und wurde Vater von drei Söhnen. Seine Frau starb 1914. Im Jahr 1910 erhielt er das elterliche Erbe in seinem Heimatdorf, in das er hinzog und in dem er bis zu seinem Tod lebte.
Nach der Reichsratswahl 1907 wurde er als Mitglied der Russisch-Ukrainischen Radikalen Partei in der XI. und XII. Legislaturperiode (1907 bis 1918) Abgeordneter für den Bezirk Galizien 58 im Abgeordnetenhaus des Österreichischen Reichsrates.
In der Zeit des Ersten Weltkrieges, dem Zerfall Österreich-Ungarns und der Entstehung des Sowjetstaates, begann Stefanyk erneut Novellen zu schreiben. Es beginnt die zweite Phase seiner Schaffensphase, nicht so intensiv, wie die erste, aber mit demselben großen Erfolg. Als chronologischen Anfang könnte man die Novelle „Detskoe priključenie“ („Der Kindabenteuer“) (geschrieben im Herbst 1916, veröffentlicht am Anfang 1917) nehmen.
1916 schrieb er die Novelle „Maria“, die er Iwan Franko widmete. Danach veröffentlichte Stefanyk weitere sechs Novellen, die zusammen mit zwei bereits erwähnten Werken („Detskoe priključenie“, „Maria“) den fünften Band bilden – „Ona – zemlja“ („Sie – Erde“) von 1926.
In der Periode von 1926 bis 1933 veröffentlichte Stefanyk mehr als zehn weitere Novellen.
Nach dem Ersten Weltkrieg sind seine Sammlung «Zemlja» sowie die Jubiläumsausgabe «Proizvedenija» erschienen. 1928 wurde Stefanyk eine persönliche Rente von der sowjetischen Regierung zuerkannt, die er 1933 aus Protest gegen Hunger und Unterdrückung in der UdSSR verweigerte.
In den letzten Jahren seines Lebens schrieb Stefanyk auch autobiographische Novellen und belletristische Erinnerungen. Dazu gehören Werke wie „Nitka“, „Bratja“, „Serdce“, „Slava Jsu“, „Ludmila“, „Kamenščiki“, „Volčica“.
In der Zeit seines Aufenthalts in der Westukraine unter der Herrschaft Polens wohnte Stefanyk, fast ohne Aufenthaltswechsel, im Dorf Rusov, wo er seine letzten Werke in der von der Bauernarbeit freien Zeit schrieb.
Bis zum Tod verließ Stefanyk nicht der Wille „den Menschen etwas starkes und schönes zu sagen, was noch nie gesagt wurde“. Und in seinem Leben kannte er das Glück eines Künstlers – er sagte, was er wollte und sagte es so, wie er das wollte.

## Besonderheiten der Schreibweise
Er schrieb meistens Novellen über Leben und Sitten des Galiziendorfs. In der ganzen Reihe der Novellen („Palij“, „Sud“, „Klenovi listki“, „Novina“, „Kamennyj krest“, „Mai“, „Zlodij“, „Leseva familja“, „Strativsja“, „Vivodili z sela“) zeigte Stefanik den Alltag des unterdrückten arbeitenden Bauerntums unter der Bedingungen der kapitalistischen Realität, Ausdrücke des „Idiotismus des Dorflebens“, aussichtslose Existenz unter der aufreibenden Arbeit.
Protagonisten bei Stefanyk tragen in sich das Zeichen der fatalistischen Hoffnungslosigkeit. Stefanyk zeigte oft auch den „biologischen“ Anfang in einem Mensch, sowie verschiedene pathologische Erscheinungen („Basarabi“) oder Erscheinungen der tiefen Einsamkeit („Zlodij“).
Werke, die in der Zeit des imperialistischen Krieges geschrieben wurden, haben ein pazifistisches Flair.
Stefanyk gilt zusammen mit Marko Tscheremschyna und Less Martowytsch als das „Pokutische Dreigespann“ (Покутська трійця).
Die künstlerische Methode des Schriftstellers ist die Mischung aus Expressionismus und naturalistischen Tendenzen.

## Erinnerung an den Autor
- 1941: In seinem Haus in Russiw wurde 1941 ein Literatur- und Erinnerungsmuseum eingerichtet.
- 1971: Vor dem Eingang der Wissenschaftlichen Bibliothek von Lwiw, die auch seinen Namen trägt, wurde 1971 ein Denkmal errichtet. (Bildhauer: V. Skolozdra, Architekt: M. Venzilovič)
- 1996: Die ukrainische Post widmete ihm 1996 eine Briefmarke.
- Die Nationale Wassyl-Stefanyk-Universität der Vorkarpaten trägt seinen Namen.
- 2021: Zu seinem 150. Geburtstag gab die ukrainische Nationalbank im Juni 2021 eine 2-Hrywnja-Münze mit seinem Konterfei heraus.[3]

## Bibliographie
- Sinjaja Knižečka Obrazki, Czernowitz 1899
- Kamennyj krest, Lwiw 1900
- Doroga, Lwiw 1901
- Moe slovo, Lwiw 1905
- Opovidannja, Sankt Petersburg 1905
- Vybrani tvory, DVU, 1927
- Tvory, DVU, 1929, 3. Ausgabe
- Povne zibrannja tvoryv u 3 tomach, 1949–1954

In deutscher Übersetzung
- Anna-Halja Horbatsch (Herausgeberin und Übersetzerin): Blauer November. Ukrainische Erzähler unseres Jahrhunderts. Wolfgang Rothe Verlag,  Heidelberg 1959.
  - Der Dieb
  - Die Boten
  - Dahinscheiden

## Ekranisierungen
- „Kamennyj krest“ („Der Steinkreuz“), 1968 (Nach Novellen „Sud“, „Kamennyj krest“), Regisseur Leonid Osyka